# استحکامات

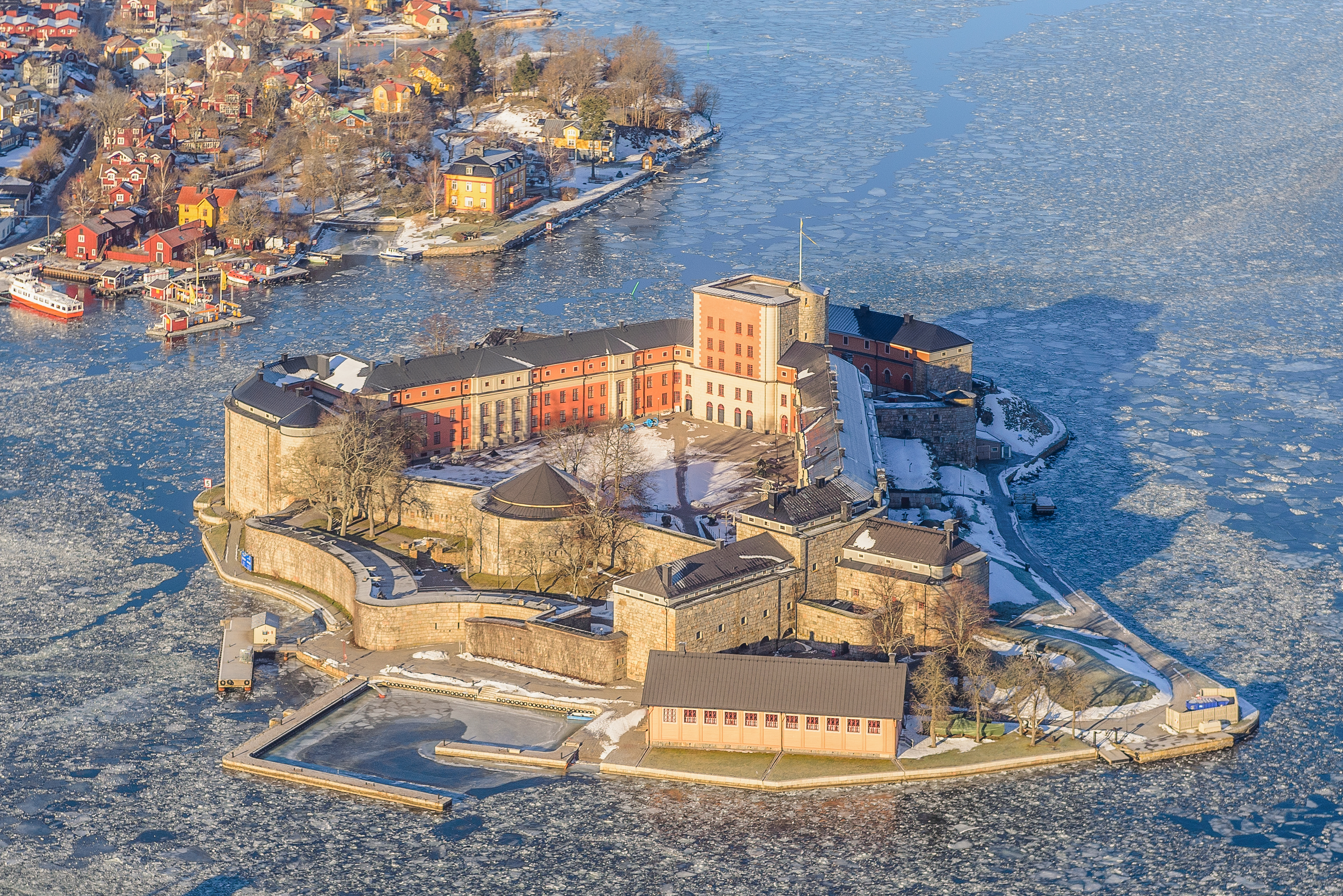
قلعه وکسهُلم، یک باروی نظامی در مجمع‌الجزایر استکهلم است که در سال ۱۵۴۴ میلادی، به دستور گوستاف یکم سوئد و به منظور بالا بردن توان پدافندی استکهلم ساخته‌شد.

استحکامات به برج‌وباروهایی گفته می‌شود که پیرامون شهرها یا کانون‌های سرنوشت‌ساز رزمی یا فرماندهی برپا می‌کنند. واژهٔ بارو برابر با هرگونه دیوار و حصار است و این واژه گاهی برای دژ نیز به کار رفته‌است.
در گذشته هنگام جنگ‌ها، مردم شهر تا زمانی که بیم تاخت و تاز دشمن داشتند، درون باروها می‌ماندند و همیشه در بارو غذای چند ماه انبار شده بود.

## نگارخانه

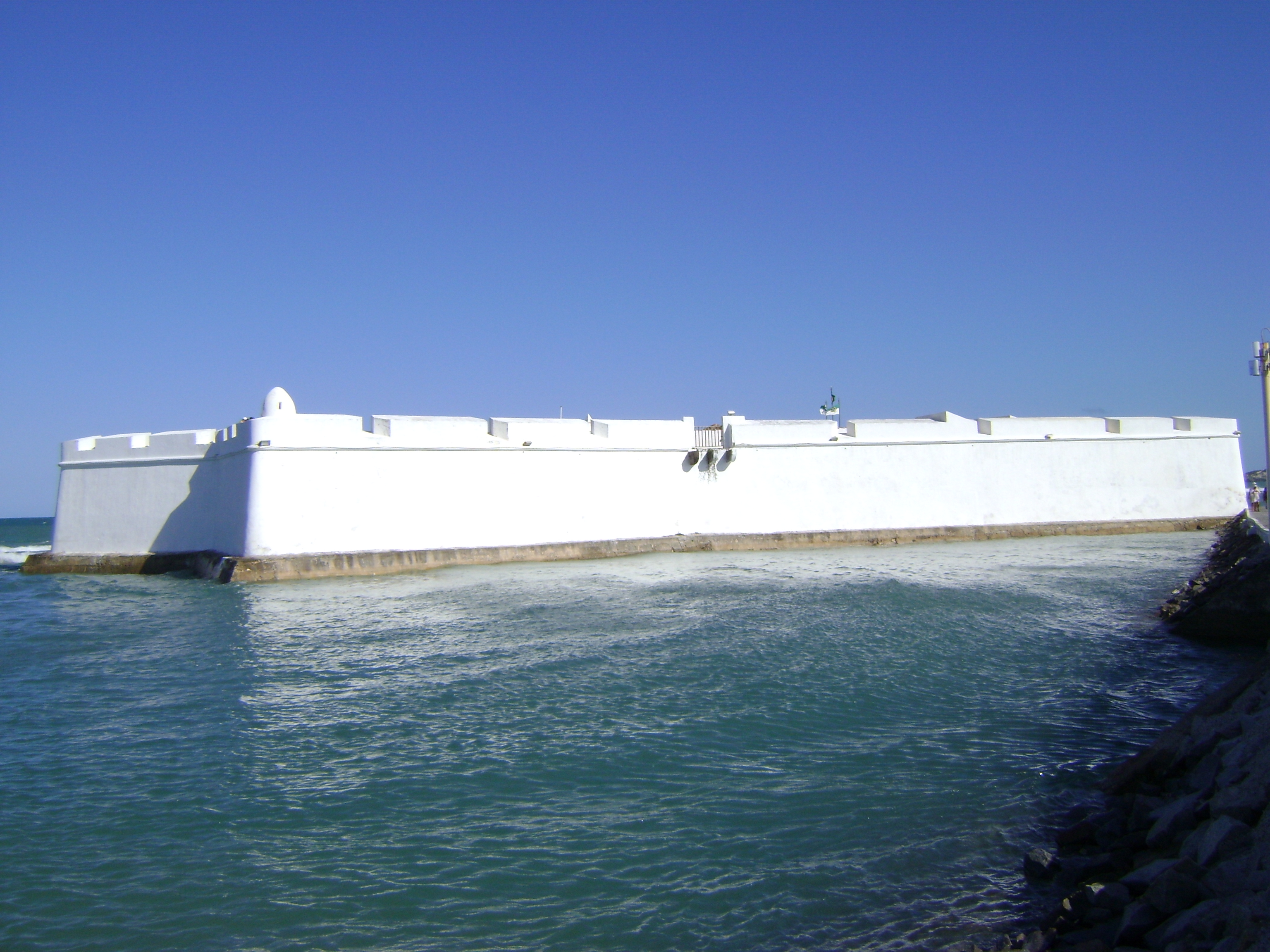
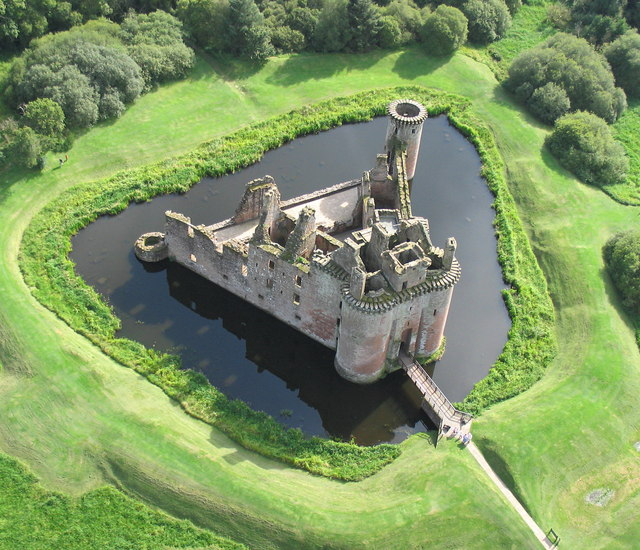
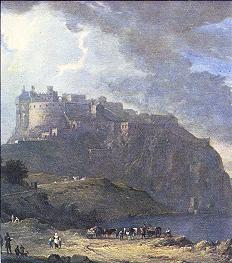